# Dambulla
Dambulla je město ležící na severu okresu Matale, v centrální provincii Srí Lanky. Je to druhé největší obydlené a urbanizované centrum po Matale v okrese Matale. Nachází se 148 kilometre (92 mi) severovýchodně od Colomba, 43 kilometre (27 mi) severně od Matale a 72 kilometre (45 mi) severně od Kandy. Vzhledem ke své poloze na významné křižovatce, je centrem hlavní distribuce zeleniny v zemi.

## Pamětihodnosti
Mezi hlavní atrakce oblasti patří největší a nejlépe zachovalý komplex jeskynních chrámů na Srí Lance, skalní pevnost sigiriya a mezinárodní stadion Rangiri Dambulla, známý tím, že byl postaven za pouhých 167 dní. Tato oblast se také může pochlubit nejvyšším pohořím růžového křemene v jižní Asii a lesem Iron Wood neboli Na Uyana Aranya.
Prehistorické pohřebiště Ibbankatuwa poblíž jeskynních chrámových komplexů v Dambulle je nejnovějším archeologickým nalezištěm významného historického významu nalezeným v Dambulle, která se nachází ve 3 kilometre (1,9 mi) jeskynních chrámů poskytujících důkazy o přítomnosti domorodých civilizací dlouho před příchodem indického vlivu na ostrovní národ.

## Galerie

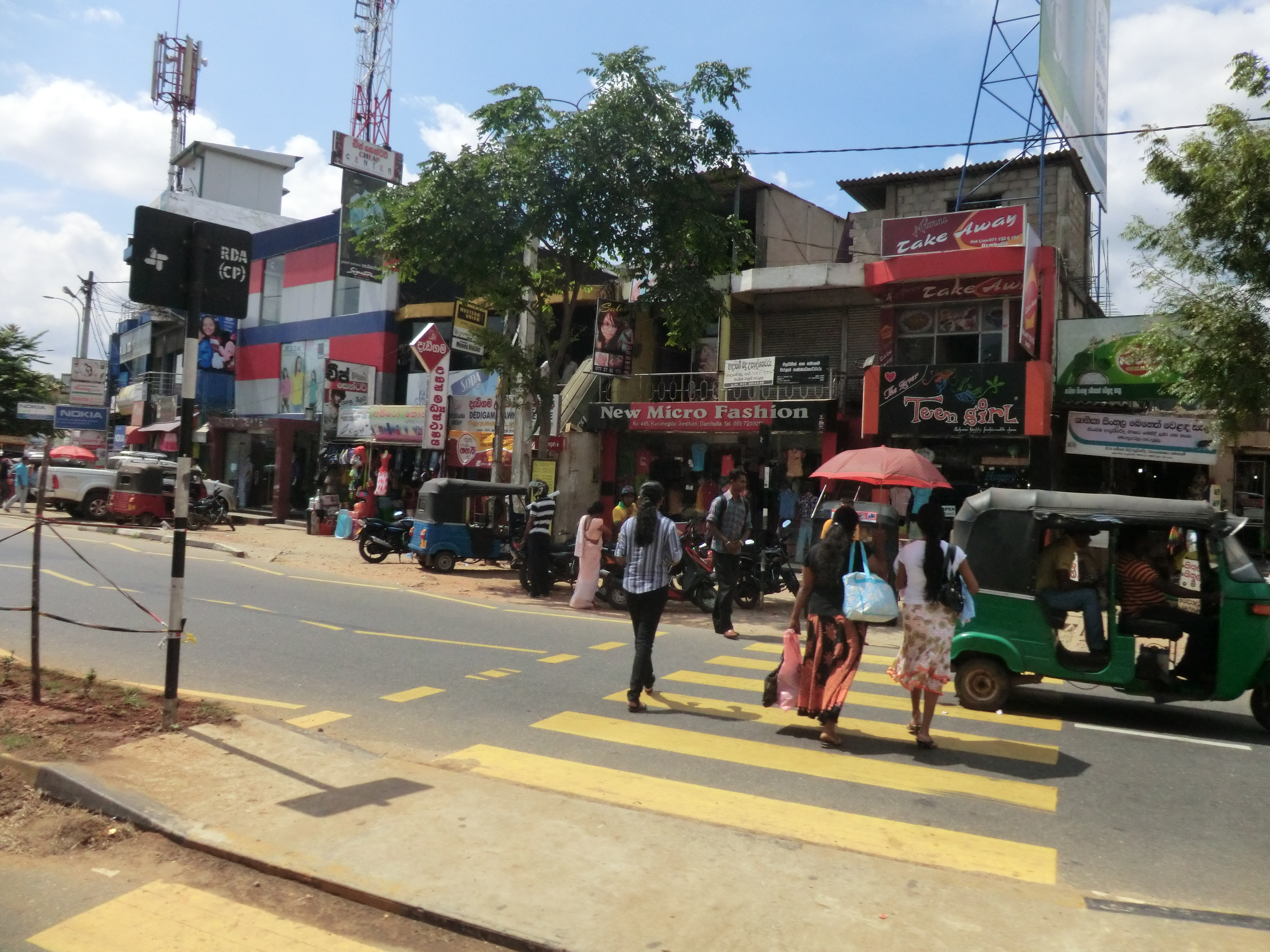
Ulice v Dambulle
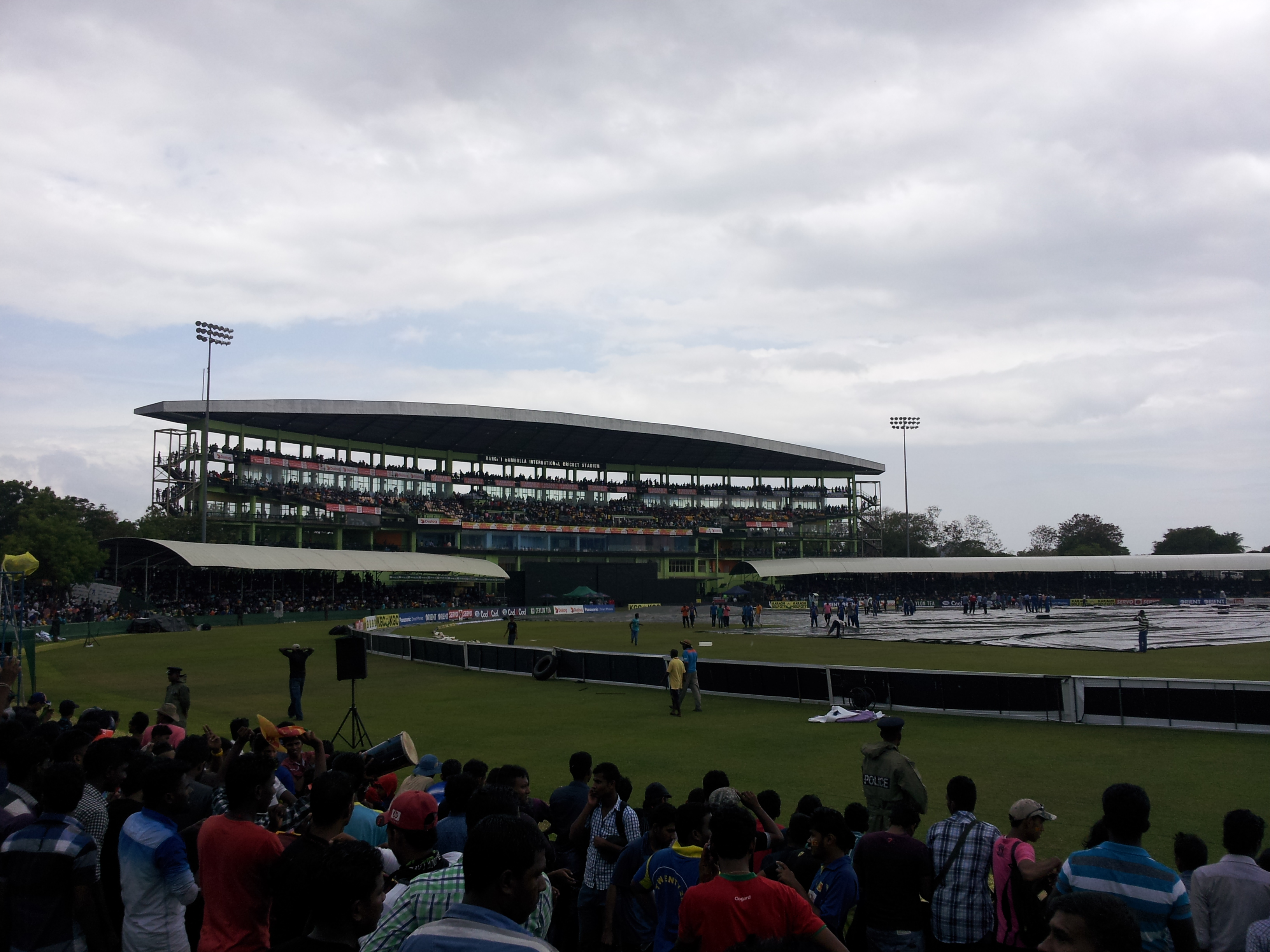
Stadion v Dambulle
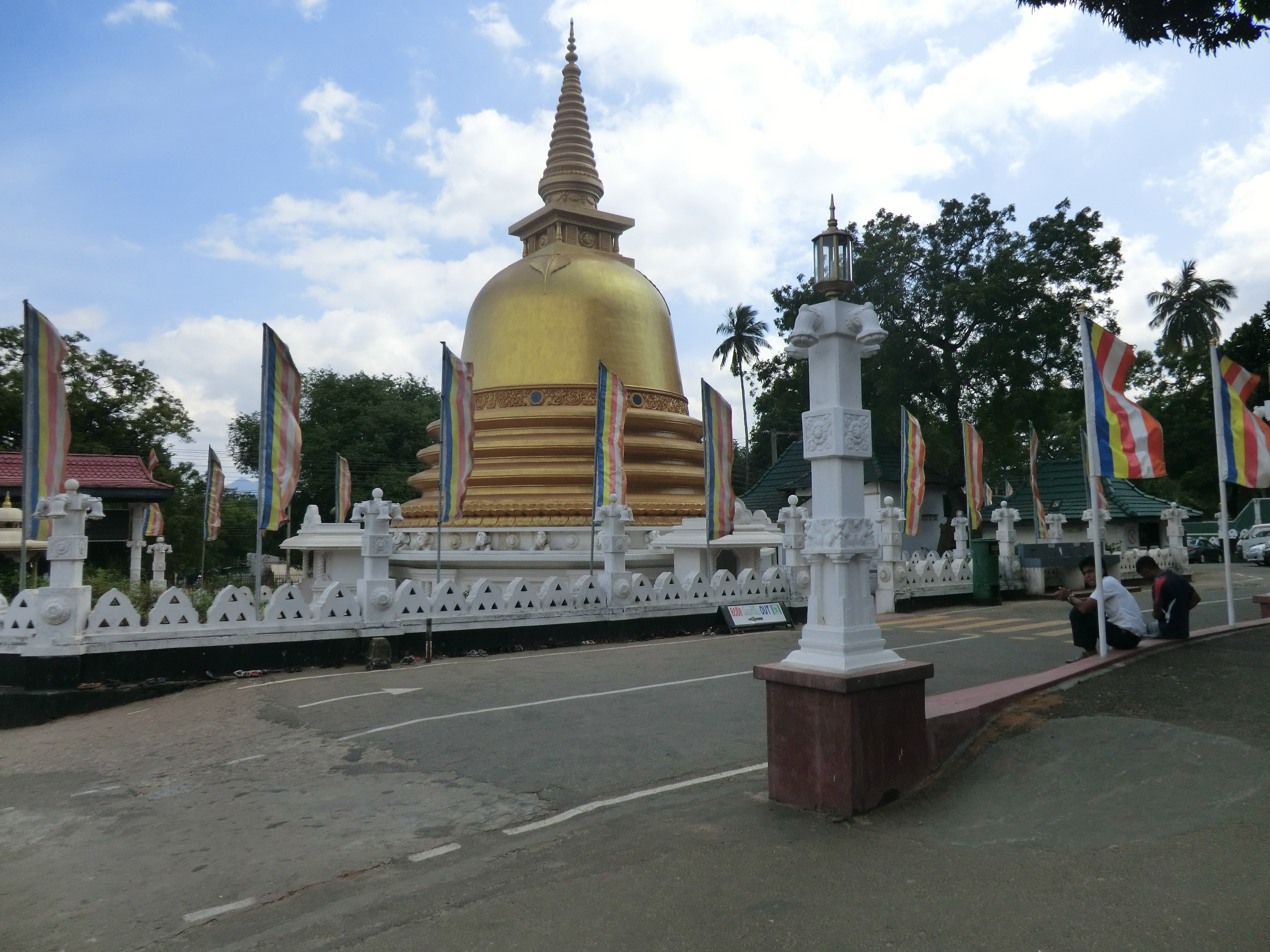
Buddhistický chrám